# Доссе (река)

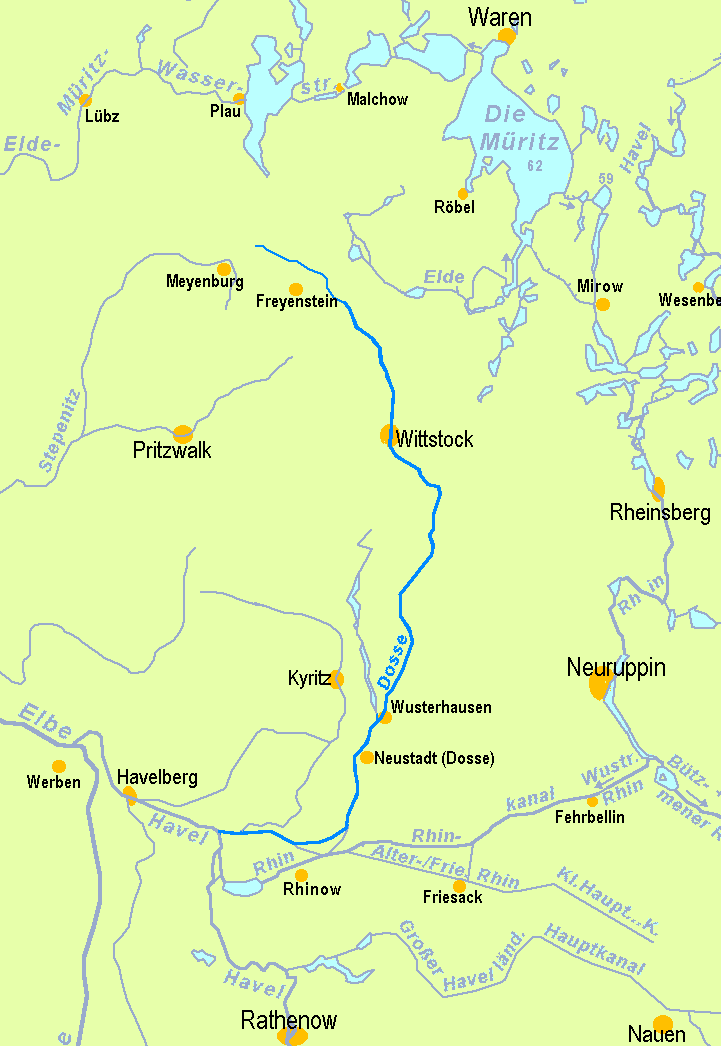

Доссе (нем. Dosse) — река в Германии, протекает по землям Бранденбург, Мекленбург-Передняя Померания и Саксония-Анхальт. Правый приток Хафеля, притока Эльбы. Речной индекс 5892.
Длина реки — 94 километра. Площадь водосборного бассейна — 1268 км².
Начинается в 3 километрах к северо-западу от Майенбурга. Течёт сначала на восток, затем в общем южном направлении через Виттшток, Вустерхаузен и Нойштадт, в самых низовьях поворачивает на запад. Впадает в Хафель у Фельгаст-Кюммерница. Ширина реки вблизи устья — 18 метров, глубина — 1,4 метра. Скорость течения воды у Вустерхаузена — 0,5 м/с. Средний расход воды в реке — 3,65 м³/с. Основной приток — речка Альте-Еглиц — впадает справа.
В средние века нижняя Доссе была важным транспортным маршрутом от устья до, как минимум, Вустерхаузена. По маршруту на кораблях перевозилась древесина (вниз по течению) и соль (вверх по течению).